# Ебергард фон Гофакер
Ебергард Альфред Конрад Карл Гофакер, з 25 лютого 1908 року — фон Гофакер (нім. Eberhard Alfred Konrad Karl von Hofacker; 25 червня 1861, Геммінген — 29 лютого 1928, Тюбінген) — німецький воєначальник, генерал-лейтенант Імперської армії. Кавалер ордена Pour le Mérite з дубовим листям.

## Біографія
У 1879 році вступив до Прусської армії. У 1894-98 роках — ад'ютант 26-ї піхотної дивізії. З 1899 року — офіцер Генерального штабу. З 1901 року служив спочатку у 21-й стрілецькій дивізії, а потім у 26-й стрілецькій дивізії. У липні 1910 року очолив штаб 18-го корпусу у Франкфурті-на-Майні. З жовтня 1912 року — командир 45-ї кавалерійської бригади, дислокованої в Саарлуї.
На початку Першої світової війни 45-а кавалерійська бригада входила до складу 5-ї армії під командуванням кронпринца Вільгельма, однак Гофакер захворів незабаром після початку війни і після одужання служив у Генеральному штабі. У листопаді 1914 року очолив 11-у бригаду, а в лютому 1915 року — 4-у дивізію Ландверу.
У грудні 1915 року Гофакер очолив 5-у кавалерійську дивізію, яка брала участь у зупинці наступу Брусилова. З серпня 1916 року — командир 82-ї, з грудня 1916 року — 22-ї резервної дивізії, з січня 1917 року — 26-ї піхотної дивізії, з якою брав участь у битві при Аррасі.
У кінці вересня 1917 року 26-та піхотна дивізія була перекинута в Італію, де приєдналася до 51-го корпусу новоутвореної 14-ї армії і взяла участь у битві під Кобаридом та прориві італійського фронту. Через тиждень після початку наступу Гофакер очолив корпус, оскільки колишній командир Альберт фон Беррер був убитий під час несподіваної атаки італійців поблизу Удіне.
Після наступу в Кобариді, який закінчився великою австро-німецькою перемогою та виведенням італійських військ, корпус Гофакера був перекинутий на Західний фронт у складі 2-ї армії під командуванням Георга фон дер Марвіца. Корпус узяв участь в операції «Міхаель», у якій німецьким військам не вдалося прорвати фронт. Після провалу німецького наступу союзники перейшли в наступ і 8 серпня 1918 року поблизу Ам'єна вони завдали серйозної поразки 2-й армії та корпусу Гофакера, який був майже повністю знищений. Після цього Гофакер був переданий Генеральному штабу і не отримав жодного нового призначення.
Після війни Гофакер служив у військовому міністерстві Вюртемберга, а в травні 1919 року остаточно вийшов у відставку.

## Звання
- Фанен-юнкер (29 вересня 1897)
- Фенріх (10 травня 1880)
- Другий лейтенант (6 лютого 1881)
- Перший лейтенант (18 грудня 1888)
- Ротмістр (12 вересня 1894)
- Майор (18 травня 1901)
- Оберстлейтенант (21 червня 1906)
- Оберст (7 вересня 1909)
- Генерал-майор (27 січня 1913)
- Генерал-лейтенант (1 листопада 1916)

## Нагороди
- Орден Червоного орла 2-го класу з мечами
- Орден Корони (Пруссія) 2-го класу
- Орден Альберта Ведмедя, лицарський хрест 1-го класу
- Орден Філіппа Великодушного, командорський хрест 1-го класу
- Орден дому Ліппе, почесний хрест 2-го класу
- Орден Грифа, почесний хрест
- Орден «За заслуги» (Вальдек) 2-го класу
- Хрест «За вислугу років» (Вюртемберг) 1-го класу (25 років)
- Орден Святих Маврикія та Лазаря, офіцерський хрест
- Орден Корони Італії, офіцерський хрест
- Орден Вюртемберзької корони
  - командорський хрест (25 лютого 1908) — разом з орденом отримав особисте дворянство (з 25 червня 1909 року — спадкове).
  - командорський хрест із зіркою (3 травня 1917)
- Залізний хрест 2-го і 1-го класу
- Орден «За військові заслуги» (Вюртемберг), лицарський хрест (1 листопада 1914)
- Орден «За заслуги» (Баварія) 2-го класу з мечами (7 листопада 1915)
- Pour le Mérite з дубовим листям
  - орден (26 квітня 1917)
  - дубове листя (24 листопада 1917)
- Орден Фрідріха (Вюртемберг), великий хрест з короною і мечами (16 листопада 1917)
- Орден Залізної Корони 1-го класу (20 грудня 1917)
- Почесний сенатор Тюбінгенського університету